# Tecuo Sugamata
Tecuo Sugamata (* 29. listopad 1957) je bývalý japonský fotbalista.

## Klubová kariéra
Hrával za Hitachi.

## Reprezentační kariéra
Tecuo Sugamata odehrál za japonský národní tým v letech 1978–1984 celkem 23 reprezentačních utkání.

## Statistiky
| Japonsko | Japonsko | Japonsko |
| Roky     | Záp.     | Góly     |
| -------- | -------- | -------- |
| 1978     | 1        | 0        |
| 1979     | 0        | 0        |
| 1980     | 7        | 0        |
| 1981     | 3        | 0        |
| 1982     | 6        | 0        |
| 1983     | 5        | 0        |
| 1984     | 1        | 0        |
| Celkem   | 23       | 0        |